# Solenopsis tennesseensis
Solenopsis tennesseensis är en myrart som beskrevs av Smith 1951. Solenopsis tennesseensis ingår i släktet eldmyror, och familjen myror. Inga underarter finns listade i Catalogue of Life.

## Bildgalleri

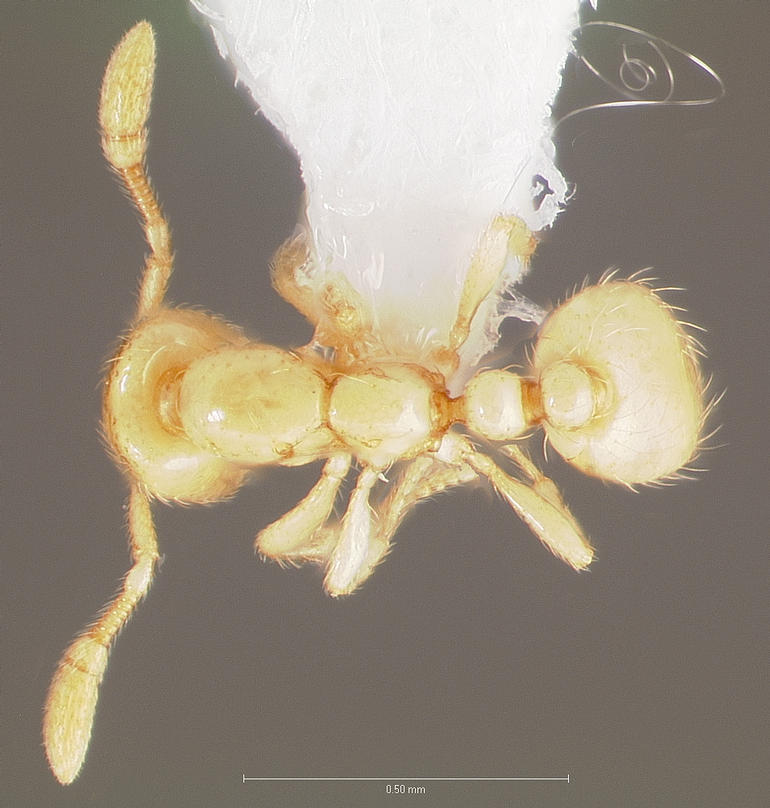
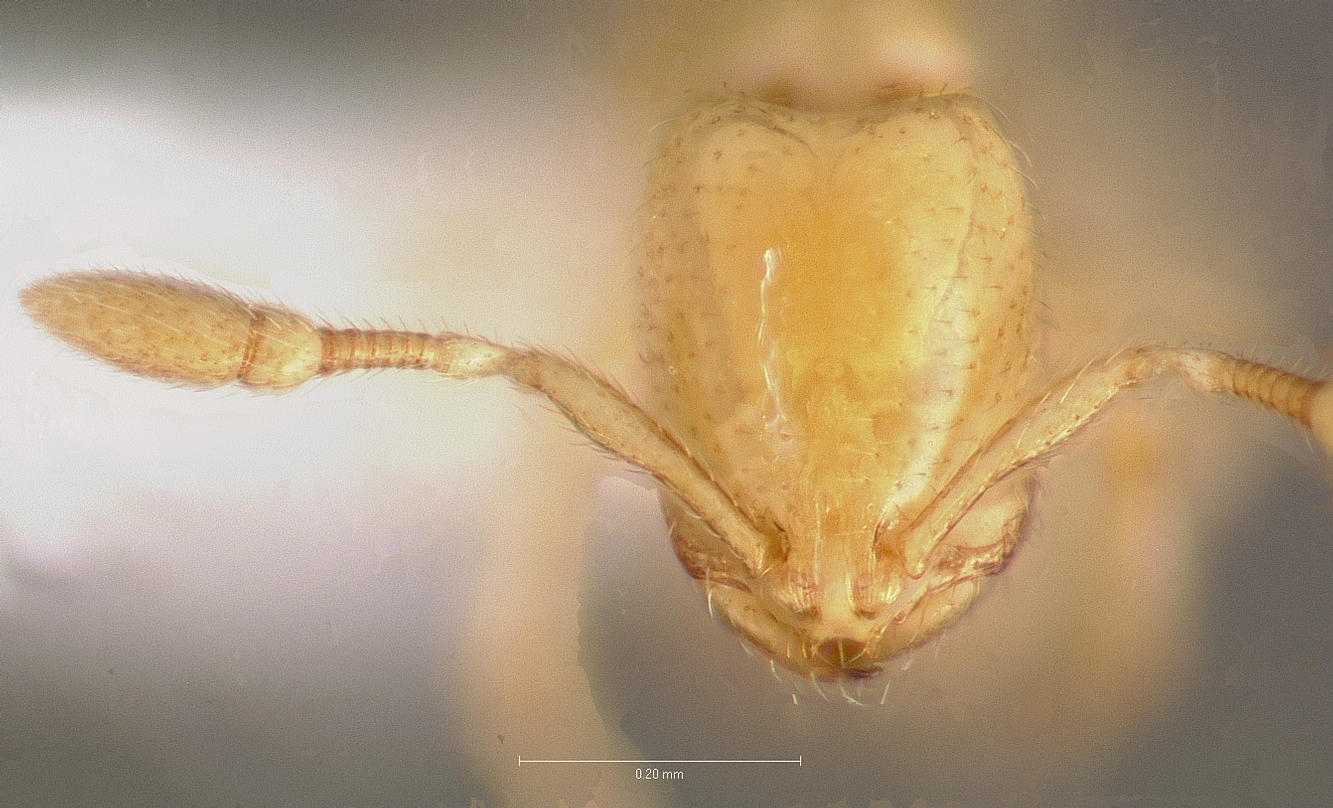
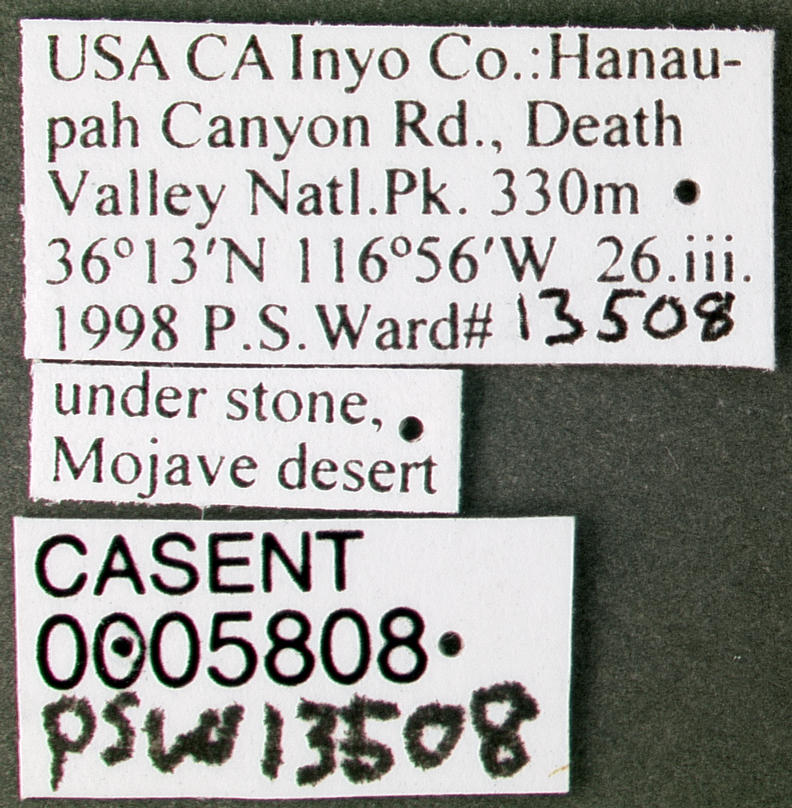
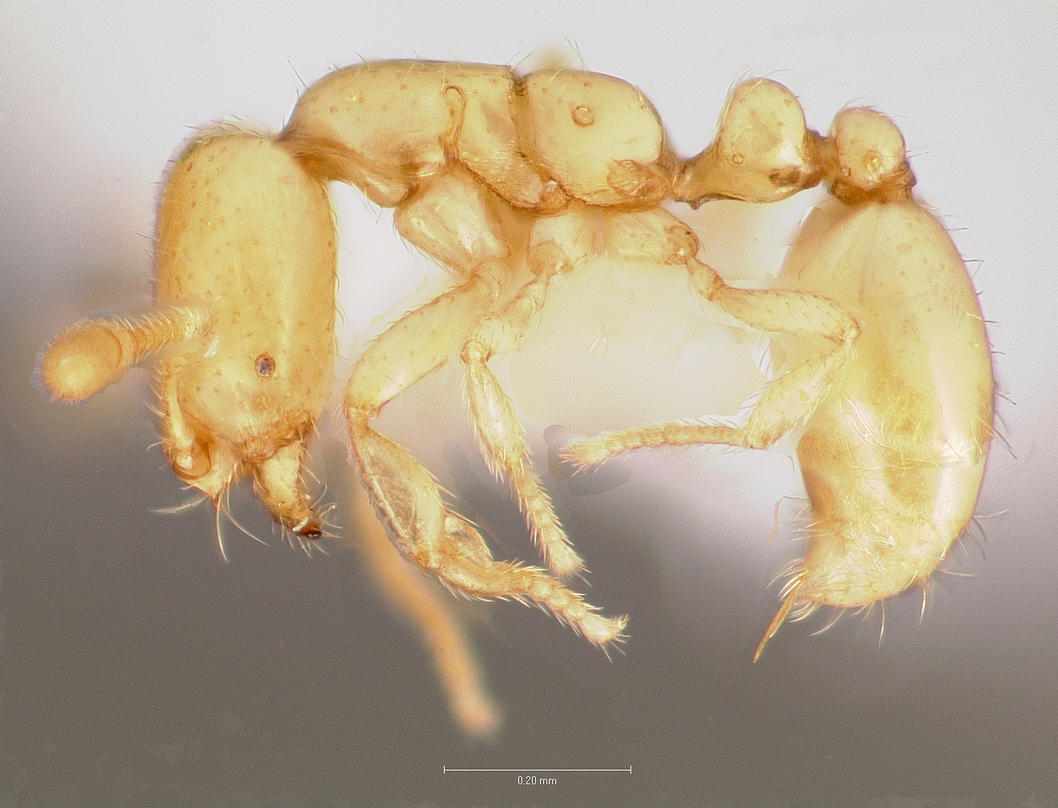
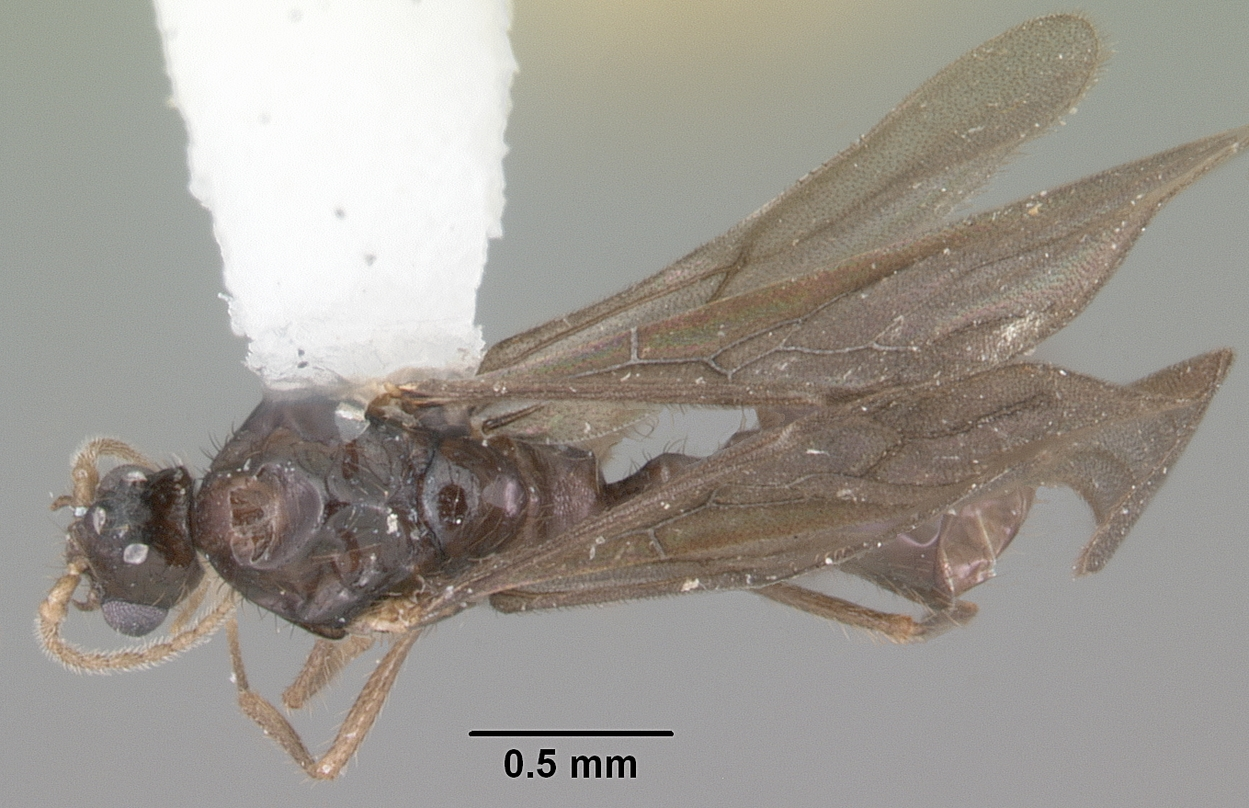
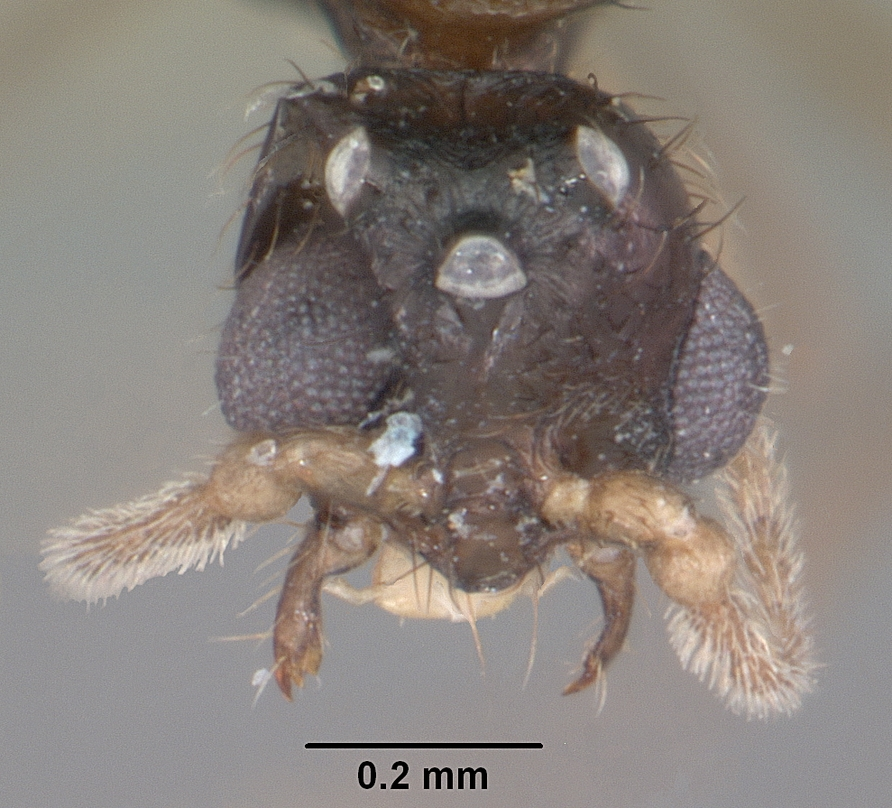